# Кунард, Сэмюэл
Баронет (1859) Сэмюэл Кунард, Кьюнард (англ. Sir Samuel Cunard; 21 ноября 1787, Галифакс — 28 апреля 1865, Лондон) — один из крупнейших судовладельцев XIX века, основатель круизной компании Cunard Line.
Сын канадского лесоторговца Абрахама Кунарда. В 1808 году купил своё первое судно — парусную шхуну White Oak.
С 1809 года управляющий компании «Абрахам Кунард и Сын, судовладельцы». Им был заключен контракт с правительством Великобритании на перевозку почты между Бостоном, Ньюфаундлендом и Галифаксом. К 1812 году компания владела флотом из 40 парусников.
Во время Войны 1812 года поступил добровольцем во 2 батальон Галифакского полка и дослужился до чина капитана. Он занимал общественные должности, был уполномоченным по маякам и стал известен не только как опытный бизнесмен, но и как честный и щедрый человек.
После того, как у себя на родине в Галифаксе Кунард достиг больших успехов в развитии судоходства, он отправился в метрополию и в 1839 году основал вместе с рядом компаньонов пароходную почтовую компанию  (British and North American Royal Mail Steam Packet Company, сокращённо BNARMSPC), впоследствии получившую его имя. При поддержке британского почтового управления в 1840 году рейс парохода «Британия» из Ливерпуля в Бостон положил начало регулярному трансатлантическому грузопассажирскому пароходному сообщению. Будучи президентом компании основал приз — Голубая лента Атлантики.
К 1837 году стал миллионером и отцом 9 детей. В 1859 году за заслуги в развитии трансатлантического судоходства, Кунард получил от королевы Виктории титул баронета.
Скончался в Лондоне в 1865 году, после его смерти компания, которой он руководил, получила его имя и стала называться «Cunard Steamships Limited».
Похоронен на Бромптонском кладбище в Лондоне.